# Ouratea stipulata
Ouratea stipulata là một loài thực vật có hoa trong họ Ochnaceae. Loài này được (Vell.) Sastre mô tả khoa học đầu tiên năm 2001.